# Cerebro (film)
Cerebro (Mente) è un cortometraggio messicano del 2001 diretto da Andrés León Becker. Il film segue il percorso visionario della giovane mente di un ragazzo nel momento in cui si innamora.

## Sinossi
Quando Iván (Gael García Bernal) incontra Tamara il tempo si ferma e inizia ad avere delle visioni. Completamente ipnotizzato da lei,  Iván si lascia guidare dall'estasi di quei sogni.

## Produzione
Il film è stato girato a Tehuacán, nello stato della Puebla.

## Proiezioni
- 2001: Festival internazionale del cinema di Guadalajara
- 2001: São Paulo International Film Festival
- 2001: Festival de Cine Independiente de Barcelona
- 2001: Jornada de Cortometraje Mexicano